# Símbol de Levi-Civita
El símbol de Levi-Civita, també anomenat símbol de permutació és un símbol matemàtic, especialment utilitzat en càlcul tensorial. Rep el seu nom en honor de matemàtic i físic italià Tullio Levi-Civita.

## Definició

Visualització del símbol de Levi-Civita.

En tres dimensions el símbol de Levi-Civita es defineix de la forma següent:
{\displaystyle \varepsilon _{ijk}={\begin{cases}+1&{\mbox{si}}(i,j,k){\mbox{ és }}(1,2,3),(2,3,1)\quad {\mbox{ o }}(3,1,2),\\-1&{\mbox{si}}(i,j,k){\mbox{ és }}(3,2,1),(1,3,2)\quad {\mbox{ o }}(2,1,3),\\0&{\mbox{si: }}i=j\quad {\mbox{ o }}j=k\quad {\mbox{ o }}k=i,\end{cases}}}
Per exemple, és 1 si (i, j, k) és la permutació parell de (1,2,3), −1 si és una permutació imparell, i 0 si es repeteix algún índex.
Per exemple, en àlgebra lineal, el determinant d'una matriu A de 3x3 es pot escriure 
{\displaystyle \det A=\sum _{i,j,k=1}^{3}\varepsilon _{ijk}a_{1i}a_{2j}a_{3k}}
(i de manera general per a qualsevol matriu quadrada, vegeu més endavant) 
i el producte vectorial de dos vectors es pot escriure com un determinant:
{\displaystyle \mathbf {a\times b} ={\begin{vmatrix}\mathbf {e_{1}} &\mathbf {e_{2}} &\mathbf {e_{3}} \\a_{1}&a_{2}&a_{3}\\b_{1}&b_{2}&b_{3}\\\end{vmatrix}}=\sum _{i,j,k=1}^{3}\varepsilon _{ijk}\mathbf {e_{i}} a_{j}b_{k}}
o de manera més simple:
{\displaystyle \mathbf {a\times b} =\mathbf {c} ,\ c_{i}=\sum _{j,k=1}^{3}\varepsilon _{ijk}a_{j}b_{k}}
D'acord amb la notació d'Einstein, el símbol del sumatori pot ser omès.
El tensor els components del qual venen donats pel símbol de Levi-Civita (un tensor covariant de rang 3) de vegades rep el nom de tensor de permutació. Actualment se'l considera un pseudovector perquè sota una transformació ortogonal del determinant jacobià -1 (per exemple, una rotació composta amb una reflexió), dona -1. Com que el símbol de Levi-Civita és un pseudotensor, el resultat de fer el producte vectorial és un pseudovector, no un vector.

### Relació amb la delta de Kronecker
El símbol de Levi-Civita és relacionat amb la delta de Kronecker. En tres dimensions la relació ve donada per les següents equacions:
{\displaystyle \varepsilon _{ijk}\varepsilon _{lmn}=\det {\begin{vmatrix}\delta _{il}&\delta _{im}&\delta _{in}\\\delta _{jl}&\delta _{jm}&\delta _{jn}\\\delta _{kl}&\delta _{km}&\delta _{kn}\\\end{vmatrix}}}
{\displaystyle =\delta _{il}\left(\delta _{jm}\delta _{kn}-\delta _{jn}\delta _{km}\right)-\delta _{im}\left(\delta _{jl}\delta _{kn}-\delta _{jn}\delta _{kl}\right)+\delta _{in}\left(\delta _{jl}\delta _{km}-\delta _{jm}\delta _{kl}\right)\,}
{\displaystyle \sum _{i=1}^{3}\varepsilon _{ijk}\varepsilon _{imn}=\delta _{jm}\delta _{kn}-\delta _{jn}\delta _{km}} ("contracció de la identitat epsilon")
{\displaystyle \sum _{i,j=1}^{3}\varepsilon _{ijk}\varepsilon _{ijn}=2\delta _{kn}}

### Generalització per n dimensions
El símbol de Levi-Civita es pot generalitzar per a matrius de dimensions més grans:
{\displaystyle \varepsilon _{ijk\ell \dots }=\left\{{\begin{array}{rl}+1&{\text{si }}(i,j,k,\ell ,\dots ){\text{ és una permutació parell de }}(1,2,3,4,\dots )\\-1&{\text{si }}(i,j,k,\ell ,\dots ){\text{ és una permutació senar de }}(1,2,3,4,\dots )\\0&{\text{si alguns dels índexs són iguals}}\end{array}}\right.}
Així, tindrem la signatura de permutació en el cas d'una permutació, i zero si no hi és.
A més es pot representar com
{\displaystyle \sum _{i,j,k,\dots =1}^{n}\varepsilon _{ijk\dots }\varepsilon _{ijk\dots }=n!}
que sempre es verificarà en n dimensions. En una notació tensorial d'índex lliure, el śimbol de Levi-Civita es reemplaça pel concepte de dualitat de Hodge.
En general per a {\displaystyle n} dimensions el producte de dos símbols de Levi-Civita el podem escriure com:
{\displaystyle \varepsilon _{ijk\dots }\varepsilon _{mnl\dots }=\det {\begin{vmatrix}\delta _{im}&\delta _{in}&\delta _{il}&\dots \\\delta _{jm}&\delta _{jn}&\delta _{jl}&\dots \\\delta _{km}&\delta _{kn}&\delta _{kl}&\dots \\\vdots &\vdots &\vdots \\\end{vmatrix}}}.
Ara podem contraure els índexs {\displaystyle m}, això afegirà un factor {\displaystyle m!} al determinant i haurem d'ometre el delta de Kronecker.